# والابی دم‌شلاقی
والابی دم‌شلاقی (نام علمی: Macropus parryi)، که با نام والابی زیباصورت نیز شناخته می‌شود، گونه‌ای والابی از تیره درازپایان، سردهٔ درازپاها است که در شرق استرالیا زندگی می‌کند. در سیاهه قرمز IUCN، این جانور در وضعیت کمترین نگرانی طبقه‌بندی شده است.